# Reign of Terror
| Оценки критиков | Оценки критиков |
| Источник        | Оценка          |
| --------------- | --------------- |
| Allmusic        | [ 1 ]           |
| Revolver        | [ 2 ]           |
| Rock Sound      | [ 3 ]           |

Reign of Terror — второй альбом австралийской металкор-группы Capture The Crown. Продюсерами альбома стали Тэйлор Ларсон и Мэтт Гуд из группы From First to Last. Релиз альбома состоялся 5 августа 2014 года на лейбле Artery Recordings. Это последний альбом, записанный с гитаристами Крисом Шиханом и Джеем Мэнзисом, и барабанщиком Тайлером Марчем; все музыканты покинули коллектив 4 октября 2014 года; а также это единственный альбом, записанный с басистом Морисом Морфоу. 24 ноября вышло делюкс-издание альбома, содержащее 5 бонус-треков, которые первоначально были выпущены на мини-альбоме «Live Life». «Reign of Terror» занял 86 позицию в американском чарте Billboard 200 и стал первым альбомом группы, появившимся в американских чартах.

## Список композиций
| №                   | Название                                                         | Длительность |
| ------------------- | ---------------------------------------------------------------- | ------------ |
| 1.                  | «Reign of Terror»                                                | 1:24         |
| 2.                  | «Red Light District»                                             | 3:05         |
| 3.                  | «Smirk»                                                          | 3:03         |
| 4.                  | «To Whom It May Concern»                                         | 2:58         |
| 5.                  | «I Hate You»                                                     | 2:37         |
| 6.                  | «Oxy Sunrise»                                                    | 3:14         |
| 7.                  | «Beating the Blade» (при участии Чейна Трутта)                   | 3:16         |
| 8.                  | «Firestarter»                                                    | 3:03         |
| 9.                  | «Make War, Not Love» (при участии Алекса Кёлера из Chelsea Grin) | 3:38         |
| 10.                 | «Janina»                                                         | 3:10         |
| Общая длительность: | Общая длительность:                                              | 29:32        |

| №   | Название                                                 | Длительность |
| --- | -------------------------------------------------------- | ------------ |
| 11. | «Live Life»                                              | 3:57         |
| 12. | «Rebearth» (при участии Тайлера Смита из The Word Alive) | 3:52         |
| 13. | «Bloodsuckers»                                           | 3:41         |
| 14. | «All Hype All Night»                                     | 4:16         |
| 15. | «When I Get Home»                                        | 3:29         |

## Участники записи
Информация об участвующих музыкантах взята с сайта Allmusic
Capture The Crown
- Джеффри Уэллфэйр — вокал
- Джей Мэнзис — соло-гитара
- Крис Шихан — ритм-гитара
- Тайлер «Lone America» Марч — ударные
- Морис Морфоу — бас-гитара

Дополнительные музыканты
- Чейн Труит - гостевой вокал в "Beating the Blade"
- Алекс Кёлер (Chelsea Grin) - гостевой вокал в "Make War, Not Love"

Производственный персонал
- Тэйлор Ларсон - продюсирование, инженеринг, мастеринг, микширование, композитор
- Мэтт Гуд - дополнительный продакшн, программирование, композитор
- Шон Кристмас - программирование
- Майк Милфорд - A&R менеджмент, художественное оформление, дизайн, вёрстка
- Сэм Шепард - художественное оформление, дизайн, вёрстка
- Эрни Сленкович - инженер, перкуссия, композитор